# Danny Abramowicz
Daniel Stanley Abramowicz (ur. 13 lipca 1945 w Steubenville, Ohio) amerykański futbolista i trener polskiego pochodzenia. Grał na pozycji wide receiver w New Orleans Saints i San Francisco 49ers i oraz Xavier University. Członek Polsko-Amerykańskiej Galerii Sław Sportu od 1992.
Absolwent Steubenville Catholic Central High School i Xavier University (Bachelor of Science), a następnie wybrany przez Saints w 17. rundzie NFL Draft 1967.
Jego zawodowa kariera trwała od 1967 przez 1974. W 1968 roku, 1969 i 1970 roku w rankingu 10 najlepszych w NFL w dwóch kategoriach: przyjęć i zdobytych jardów. Dodatkowo, w 1968 i 1972 był on w najlepszej dziesiątce w zdobytych przyłożenia. Za jego najlepszy sezon jest uważany 1969, kiedy złapał 73 podań na 1015 jardów, z siedmioma przyłożenia. Sezon 1972 okazał się ostatnim w pełni rozegranym w Saints. Kolejny sezon 1973, w którym rozegrał dwa mecze było przyczyną przejścia do 49ers. W ciągu swojej kariery zagrał 111 meczów, złapał 369 podań na 5,686 jardów i zdobył 39 przyłożenia. Ustanowił rekord NFL w złapaniu przynajmniej jednego podania w meczu w kolejnych 105 spotkaniach.
Po jego kariery gry prowadził przedsiębiorstwo w Nowym Orleanie. Spędził również 5 lat jako komentator spotkań Saints w radiu. W latach 1992–1996 zatrudniony przez Chicago Bears jako asystent trenera Mike'a Ditka jako trener formacji specjalnych. W 1997 Ditka został zatrudniony przez Saints, Abramowicz wrócił z nim jako koordynator ofensywy. Zwolniony w 1999 razem z Ditka'e. Pobożny katolik, aktywny w organizacjach i fundacjach filantropijnych. Autor książki "Spiritual Workout of a Former Saint" (2004, pol. "Duchowy trening dawnego Świętego"). Od września 2008 gospodarz programu "Crossing the Goal" w katolickiej telewizji EWTN. 20 sierpnia 1966 poślubił Claudię DiPrinzio, z którą ma troje dzieci: Danny, Andrew, Stephanie.